# Савчук, Валерий Иванович
Валерий Иванович Савчук (22 августа 1905, ст. Барабинск, Томская губерния, Российская империя — 24 марта 1960, Ленинград, СССР) — советский военачальник, генерал-майор (02.11.1944).

## Биография
Родился 22 августа 1905 года на станции Барабинск Омской железной дороги. Русский. До службы в армии Савчук работал писарем на ст. Барабинск и в ревкоме села Торбеево Томского уезда Томской губернии.

### Межвоенные годы
6 января 1922 года добровольно вступил в 16-й Анжерский эскадрон ЧОН и с марта служил делопроизводителем. В июне был переведен в 6-й отдельный батальон ЧОН на должность помощника адъютанта. В его составе участвовал в ликвидации банды Соловьева в Томской губернии. В ноябре 1923 года Савчук был направлен в 61-й Осинский стрелковый полк 21-й Пермской стрелковой дивизии в городе Томск.
В феврале 1924 года переведён в Среднюю Азию в 10-й полк войск ОГПУ. В его составе принимал участие в боях с басмачами под Чимкентом и в Алайской долине. С октября 1924 года — курсант Объединенной военной школы им. В. И. Ленина в городе Ташкент. Будучи курсантом, участвовал в борьбе с басмачеством. После завершения обучения в сентябре 1927 года направлен командиром взвода в 78-й кавалерийский полк 10-й Терско-Ставропольской казачьей дивизии 4-го кавалерийского корпуса в город Невинномысск. С ноября 1931 года по март 1932 года находился в Ленинграде на курсах усовершенствования командного состава по физическому образованию им. В. И. Ленина, по возвращении в часть был назначен инструктором физической подготовки управления этой дивизии.
С ноября 1933 года	по апрель 1934 года проходил подготовку на Краснознаменных кавалерийских КУКС РККА в городе Новочеркасск, затем был назначен помощником командира эскадрильи в Военную школу морских летчиков и летнабов им. И. В. Сталина в город Ейск. В марте 1935 года по личной просьбе вновь был переведен в кавалерию и назначен помощником начальника штаба 50-го кавалерийского полка 9-й Крымской кавалерийской дивизии 1-го кавалерийского корпуса Украинского военного округа. С февраля 1938 года исполнял должность начальника штаба 7-го кавалерийского полка 2-й кавалерийской дивизии 7-го кавалерийского корпуса Киевского особого военного округа, с февраля по май 1938 года временно командовал этим полком. В начале 1939 года дивизия была переименована в 34-ю кавалерийскую, а полк — в 162-й кавалерийский. В том же 1939 году Савчук вступил в командование этим полком. Участвовал с ним в походе Красной армии в Западную Украину на львовском направлении, в боях с кавалерийской группой Андерса в районе Крукенец. В декабре 1939 года майор Савчук назначен старшим помощник начальника 1-го отделения 2-го отдела штаба Киевского особого военного округа. Перед войной закончил 2 курса заочного факультета Военной академии РККА им. М. В. Фрунзе.

### Великая Отечественная война
С началом войны он был назначен старшим помощником начальника оперативного отдела штаба Юго-Западного фронта. В этой должности участвовал в приграничном сражении, Киевской оборонительной операции. 22 сентября в районе Козельщины он был ранен и эвакуирован в госпиталь, после излечения вернулся на прежнюю должность. Член ВКП(б) с 1941 года. В апреле 1942 года подполковник Савчук назначен начальником штаба 301-й стрелковой дивизии. В конце апреля она была включена в состав 21-й армии Юго-Западного фронта и участвовала в Харьковском сражении, в боях на реке Северский Донец Савчук умело организовал взаимодействие и управление войсками, обеспечил захват сильно укрепленных нас. пунктов Маслова-Пристань, Карнауховка, Ивановка (Белгородской обл.). В конце мая дивизия была окружена. До 22 июня Савчук с группой бойцов и командиров с тяжелыми боями пробивался к своим войскам. При выходе был ранен, но сумел выйти из окружения в районе Коротояк. В начале августа он был назначен заместителем начальника оперативного отдела штаба 21-й армии, входившей в состав Сталинградского (с 28 сентября — Донского) фронта. В этой должности участвовал в Сталинградской битве. В ходе контрнаступления под Сталинградом 21-я армия в составе главной группировки Юго-Западного фронта участвовала в прорыве обороны противника в районе Клетская и разгроме его войск северо-западнее Сталинграда. Полковник Савчук до начала операции как представитель штаба армии осуществлял контроль за сосредоточением и выходом войск в исходные районы, организовал и контролировал вопросы взаимодействия. В ходе самой операции беспрерывно находился в войсках 3-го гвардейского кавалерийского корпуса, проявил себя с самой лучшей стороны. В последующем 21-я армия в составе Донского фронта успешно вела наступление, завершила окружение вражеской группировки в Сталинграде и участвовала в её разгроме. После Сталинградской битвы в феврале 1943 года армия была выведена в резерв Ставки, затем включена в состав Центрального фронта, а в марте — Воронежского фронта. 16 апреля 1943 года она была преобразована в 6-ю гвардейскую, а полковник Савчук назначен в ней заместителем начальника штаба по ВПУ. В этой должности участвовал в Курской битве, в оборонительных боях на южном фасе Курского выступа (в районе Кочетовки) и в Белгородско-Харьковской наступательной операции.
В начале сентября 1943 года он был назначен начальником штаба 22-го гвардейского стрелкового корпуса. В составе 6-й гвардейской армии воевал с ним на Воронежском, 2-м и 1-м Прибалтийских фронтах. Участвовал в Невельской и Городокской наступательных операциях. С 21 июля 1944 года был допущен к исполнению должности командира 9-й гвардейской стрелковой дивизии, входившей в состав 2-го гвардейского стрелкового корпуса 1-го Прибалтийского фронта. Участвовал с ней в Витебско-Оршанской, Полоцкой и Шяуляйской наступательных операциях. 20 октября 1944 года попал в автокатастрофу и был госпитализирован. После выздоровления назначен командиром 46-й гвардейской стрелковой Краснознаменной дивизии. В составе 22-го гвардейского стрелкового корпуса 6-й гвардейской армии воевал с ней на 1-м Прибалтийском, 2-м Прибалтийском (с 8 февраля 1945 г.) и Ленинградском (с 1 апреля) фронтах. Участвовал в боях по освобождению Латвии, уничтожении либавско-тукумской группировки противника, с февраля 1945 года — в ликвидации немецких войск на Курляндском полуострове.

### Послевоенное время
После войны генерал-майор Савчук продолжал командовать 46-й гвардейской стрелковой дивизией. С января 1946 года	по март 1948 года проходил обучение в Высшей военной академии им. К. Е. Ворошилова, затем был назначен начальником штаба тыла ДВО. С апреля 1949 года командовал 63-й стрелковой Витебской Краснознамённой орденов Суворова и Кутузова дивизией в Приморском военном округе. С мая 1950 года — командир 98-й гвардейской воздушно-десантной Свирской Краснознаменной дивизии. В апреле 1952 года назначен начальником штаба 37-го гвардейского воздушно-десантного Свирского Краснознаменного корпуса под командованием главного маршала авиации А. Е. Голованов. С ноября 1953 года командовал 21-й гвардейской воздушно-десантной ордена Александра Невского дивизией в городе Валга (Эстония). В июне 1954 года переведен начальником ПВО Ленинградского военного округа. 2 августа 1955 года гвардии генерал-майор Савчук уволен в отставку.
Проживал в Ленинграде. Умер 24 марта 1960 года. Похоронен на Богословском кладбище.

## Награды
- орден Ленина (30.04.1947)[6]
- четыре ордена Красного Знамени (03.01.1944[7], 03.11.1944[8][6], 09.06.1945[9], 13.06.1952[6])
- орден Кутузова II степени (19.09.1944)[10]
- орден Отечественной войны I степени (31.01.1944)[11]
- орден Красной Звезды (09.01.1943)[12]
- медали в том числе:
  - «За оборону Сталинграда» (1943)
  - «За Победу над Германией в Великой Отечественной войне 1941—1945 гг.» (1945)